# Lasioglossum fahringeri
Lasioglossum fahringeri är en biart som först beskrevs av Heinrich Friese 1921.  Lasioglossum fahringeri ingår i släktet smalbin, och familjen vägbin. Inga underarter finns listade i Catalogue of Life.